# Голубовский, Григорий Афанасьевич
Григорий Афанасьевич Голубовский (1918—1984) — участник Великой Отечественной войны, командир орудия 24-й гвардейской тяжёлой пушечной артиллерийской бригады 27-й армии Воронежского фронта, гвардии старший сержант. Герой Советского Союза.

## Биография
Родился 24 апреля 1918 года в селе Борисовка Каргатской волости Каинского уезда Томской губернии (ныне — территория современного Каргатского района Новосибирской области) в крестьянской семье. Русский.
Окончил 7 классов. Работал трактористом в Каргатской МТС.
В 1938—1940 годах проходил действительную срочную службу в Красной Армии. Вновь призван в октябре 1941 года Вяземским райвоенкоматом Хабаровского края и направлен в действующую армию.
Воевал на Северо-Западном, Воронежском, 1-м и 4-м Украинских фронтах. С марта 1943 года до конца войны сражался в 36-й (с 29 сентября 1943 года — 24-й гвардейской) тяжёлой пушечной артиллерийской бригаде Резерва Главного Командования.
Особо отличился в боях на Курской дуге, при форсировании Днепра и в боях на Букринском плацдарме. Во время оборонительных боев на Курской дуге 12 июля 1943 года в районе села Ивня (ныне поселок городского типа) Белгородской области орудие Г. А. Голубовского огнём прямой наводкой задержало продвижение танков врага, уничтожив 2 тяжёлых танка Т-VI «Тигр». 12—15 октября 1943 года при форсировании Днепра и в период боев по удержанию и расширению Букринского плацдарма расчёт орудия подавил несколько 150-мм вражеских орудий, рассеял скопление танков и пехоты в районе села Пшеничники Каневского района Черкасской области.
С 1946 года младший лейтенант Г. А. Голубовский — в запасе. Жил в городе Бровары Киевской области.
Умер 17 сентября 1984 года.

## Награды
- Указом Президиума Верховного Совета СССР от 24 декабря 1943 года за мужество и героизм, проявленные в боях с немецко-фашистскими захватчиками, гвардии старшему сержанту Голубовскому Григорию Афанасьевичу присвоено звание Героя Советского Союза с вручением ордена Ленина и медали «Золотая Звезда» (№ 4117)[1].
- Награждён также орденом Красной Звезды и медалями, в числе которых «За отвагу».

## Память
- В центральном парке города Каргат на аллее Славы установлен бюст Героя.
- Имя Г. А. Голубовского увековечено на памятнике Героям Советского Союза в городе Бровары.